# Erigone barrowsi
Erigone barrowsi là một loài nhện trong họ Linyphiidae.
Loài này thuộc chi Erigone. Erigone barrowsi được Crosby & Bishop miêu tả năm 1928.